# Katsura drvo
Katsura drvo (lat. Cercidiphyllum), maleni biljni rod ukrasnog drveća koji čini samostalnu porodicu Cercidiphyllaceae, red kamenikolike. Sastoji se od dvije vrste porijeklom iz Japana i Kine.
List katsura drveta u mladosti je brončane boje, tek kasnije pozeleni, a u jesen prealazi od žute do grimizne boje, nakon što otpadne dobije miris na prženu karamelu. 
Rod Cercidiphyllum, lokalno nazvan katsura tree, ne smije se brkati s rodom Kadsura, grmastim penjačicama iz porodice Schisandraceae

## Opis porodice
Cercidiphyllaceae obuhvaća jedan rod i dvije vrste listopadnog drveća iz Kine i Japana. Oprašuju se vjetrom. Cvjetovi su jednospolni i nemaju cvjetnih dijelova, a postoje odvojene muške i ženske biljke. I muške i ženske strukture koje izgledaju kao cvjetovi zapravo su grozdovi cvjetova, pri čemu je svaki cvijet sveden na nekoliko prašnika ili jednu karpelu. Drvo katsura (Cercidiphyllum japonicum) najveće je listopadno drvo u Japanu, a sposobno je proizvesti čvrsto drvo za izgradnju kuća i namještaja. Tijekom razdoblja paleogena i neogena (prije 66 do 2,58 milijuna godina), ova je porodica bila široko rasprostranjena diljem sjeverne hemisfere.

## Vrste
1. Cercidiphyllum japonicum Siebold & Zucc.
2. Cercidiphyllum magnificum (Nakai) Nakai